# Шотландское королевство
Королевство Шотландия (гэльск. Rìoghachd na h-Alba, скотс Kinrick o Scotland, англ. Kingdom of Scotland) — независимое государство северной Европы, существовавшее с 843 по 1707 год на территории Шотландии. Его границы изменялись на протяжении истории, но в конечном счёте оно стало занимать северную часть острова Великобритания и имело общую границу с Королевством Англия. С завоеванием Англией Берика в 1482 году территория Королевства Шотландия стала соответствовать современной — с востока её омывало Северное море, с севера и запада — Атлантический океан, а с юго-запада — Северный пролив и Ирландское море. Не считая севера острова Великобритания, королевство включало в себя 791 остров.
В 1603 году король Шотландии Яков VI стал королём Англии, объединив государства в личную унию. Они не были единой державой, оставаясь независимыми королевствами, имевшими общего монарха. В 1707 году, с принятием английским и шотландским парламентами Акта об Унии, два королевства образовали одно — Королевство Великобритания. 
До Эдинбурга столицами королевства были города Скун, Данфермлин и Стерлинг. Численность населения в 1701 году составляла 1,1 миллиона человек.

## История

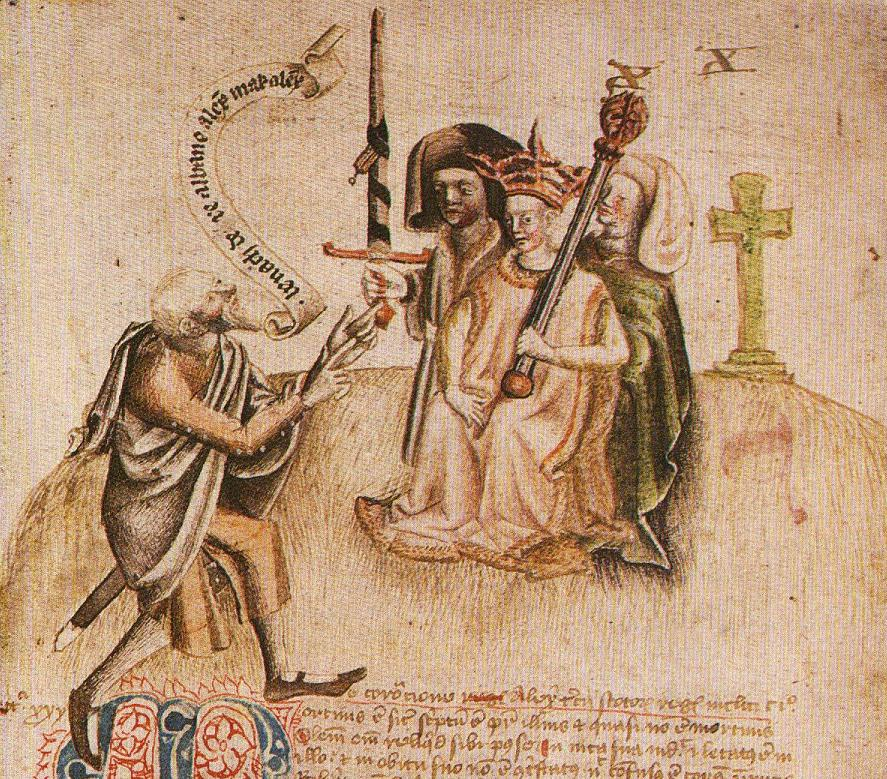
Коронация короля Александра III в Скуне, древней столице Шотландии. Короля приветствует ollamh rígh, королевский поэт, который обращается к нему с фразой «Боже, храни Короля Шотландии», после чего пересказывает родословную Александра.

История Королевства Шотландия начинается в 843 году, когда Кеннет I объединил королевства пиктов и скоттов. Новое государство, названное Алба, располагалось к северу от рек Клайд и Форт. Близлежащие территории оставались независимы от Шотландии, как, например, бриттское королевство Стратклайд, а современные Лотиан и Скоттиш-Бордерс, включая Эдинбург, принадлежали сначала англам Берниции, затем Нортумбрии, и, наконец, Королевству Англия. Согласно Вильяму Мальмсберийскому, Эдгар Миролюбивый уступил Лотиан Кеннету II, с условием, что тот присягнет ему на верность. Это расширило владения Кеннета II на юг до реки Туид, что и по сей день остается южно-западной границей между Англией и Шотландией.

### Конфликт с Норвегией
В 1263 году шотландские и норвежские войска столкнулись в битве при Ларгсе. Исход битвы остался неопределенным, но Шотландия по её результатам все же присоединила Гебридские острова, которые и были причиной конфликта. В 1266 году король Норвегии Магнус VI Лагабете подписал Пертский договор, в котором признавалась власть Шотландии над островами. Несмотря на это, Королевство Островов оставалось фактически независимым.

### Старый союз
В 1295 году Филипп IV Красивый и Иоанн I подписали договор, который положил начало Старому Союзу, игравшему большую роль во франко-шотландских отношениях. Изначально он был предназначен для защиты от завоевательских амбиций Эдуарда I, но и впоследствии Англия представляла опасность как для Шотландии, так и для Франции, поэтому союз не распадался. Конец ему положил Эдинбургский договор, который сблизил Англию и Шотландию.

### Войны за независимость
Во время Войны за независимость Шотландии большое стратегическое значение имела крепость Стерлинг. На её территории происходили такие важные события, как Битва на Стерлингском мосту и Битва при Бэннокберне.
В 1320 году протест шотландского дворянства, направленный против папы (Арбротская декларация), убедил его отменить отлучение от церкви Роберта Брюса и его сторонников и аннулировать любые акты о подчинении шотландского короля английскому, так что суверенитет Шотландии снова должен был быть признан главными европейскими династиями.

### Северные острова
В 1486 году территория Шотландии в последний раз серьезно увеличилась. Яков III женился на Маргарите Датской, получив Оркнейские и Шетландские острова в качестве приданого. Их сын, Яков IV, окончательно подчинил псевдонезависимое Королевство Островов, заставив их правителя, Джона II, отречься от власти и уступить Гебридские острова.

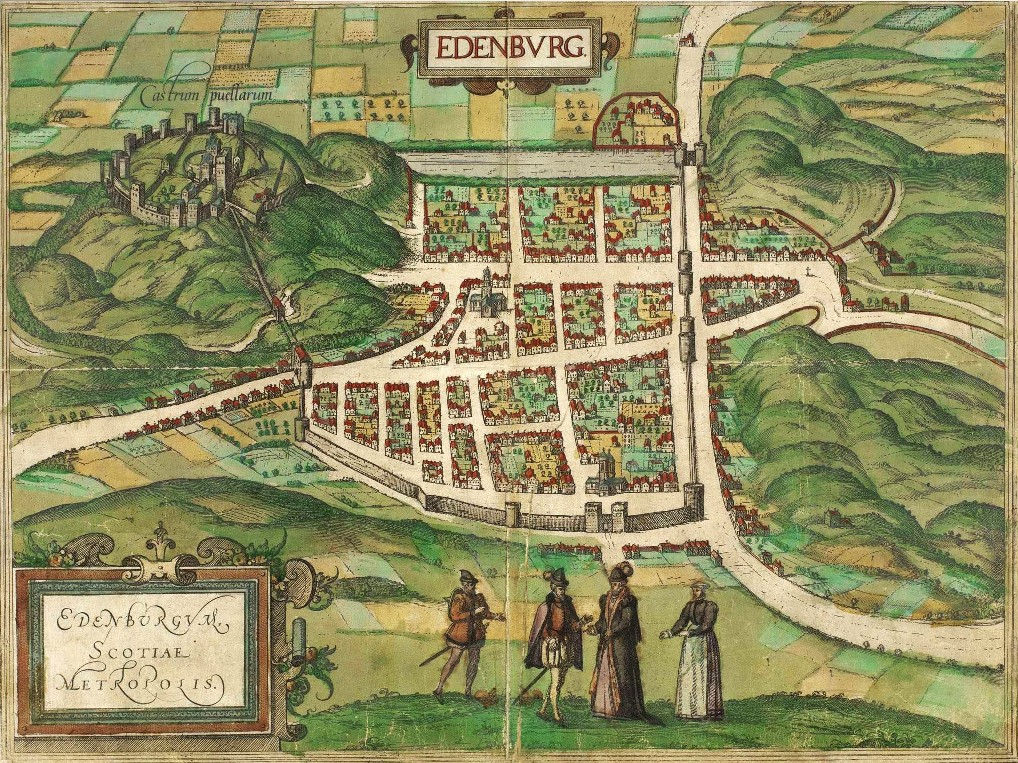
Эдинбург, ок. 1581 года

### Яков IV
Правление Якова IV считается периодом культурного расцвета. Шотландия вошла в эпоху Ренессанса. Условия обучения и просвещения значительно улучшились, были основаны Сент-Эндрюсский университет в 1413 году, Университет Глазго в 1450-м и Абердина в 1494 году, в 1496 году был принят закон об образовании.

### XVI век

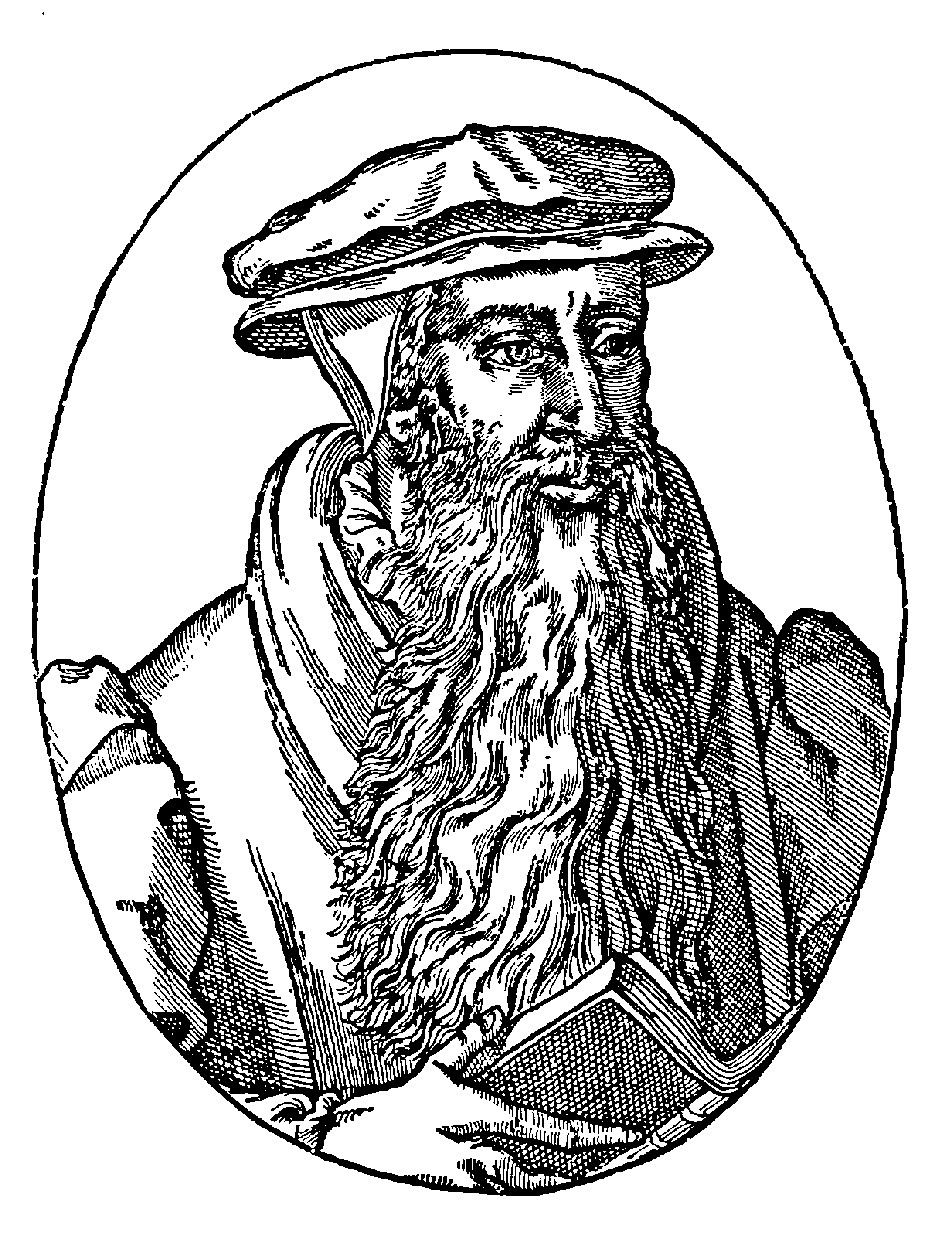
Джон Нокс

XVI век стал веком протестантских реформ. В первой половине века учения Лютера и Кальвина не оказали большого влияния в Шотландии и были осуждены Яковом V. В то же время, казни протестантских проповедников не получили одобрения, а общество стало симпатизировать казненным. Наиболее известными стали случаи лютеранина Патрика Гамильтона и кальвиниста Джорджа Уишарта, сожжёных на костре в 1527 и 1546 годах соответственно. Казни сделали Гамильтона и Уишарта мучениками и лишь ускорили распространение их идей. В 1546 году кардинал Битон, вынесший приговор обоим, был убит группой радикально настроенных протестантов.
По вопросу реформирования Шотландской церкви Парламент провел голосование, и большинство выбрало кальвинизм, но, все же, римский католицизм не был полностью устранен и оставался силен в горной части Шотландии.
6 июля 1560 года был подписан Эдинбургский договор, закончивший практически трёхсотлетнее противостояние Англии и Шотландии. В том же году под влиянием Джона Нокса шотландский парламент провозгласил запрещение католицизма и принятие протестантства как государственной религии Шотландии.

### Личная уния
В 1603 году Яков VI Шотландский стал Яковом I Английским. Таким образом, Шотландия, Ирландия и Англия объединились в личную унию.
XVII век — период беспорядков и религиозного противостояния. Абсолютистская политика Карла I стала причиной создания Национального ковенанта, Епископских войн, гражданской войны в Шотландии и Войны трех королевств.
В 1651—1660 годах Шотландия была оккупирована войсками Оливера Кромвеля под предводительством Джорджа Монка.

### Восстановление монархии. Славная революция. Якобиты
После смерти Кромвеля монархия была восстановлена, и на трон взошел Карл II, а после его смерти — Яков VII, его брат. Оба короля приняли католическую веру, из-за чего были непопулярны в Шотландии.
В 1689 году Вильгельм III Оранский и Мария II пришли к власти в результате Славной революции. Несмотря на то, что революция была в первую очередь английской, она также оказала большое влияние на шотландскую историю. Шотландский парламент признал Вильгельма и Марию, несмотря на то, что в стране оставалось множество сторонников Якова VII, получивших название якобитов. Они подняли несколько восстаний, даже выиграли битву при Килликранки, но вскоре предводитель восстания, Джон Грэм, был убит в сражении, а его армия потерпела поражение в битве при Данкелде. Окончательное поражение Якову VII Вильгельм нанес в битве на реке Бойн в 1690 году, а после резни в Гленко оставшиеся вожди горных кланов, наконец, хоть и неохотно, дали клятву верности Вильгельму.

### Конец XVII — начало XVIII века
Это время было экономически трудным для Шотландии. Неурожай привел к голоду и депопуляции. Английский протекционизм не допускал шотландских торговцев до новых колоний, а английская внешняя политика нарушила торговлю с Францией. В результате многие шотландцы эмигрировали в Ольстер. Парламент Шотландии принял несколько экстренных мер в связи с бедственным положением экономики, в том числе создание Банка Шотландии, был принят новый Закон об упорядочивании школ, вводящий новую систему народного образования, Шотландская Компания заморской торговли пыталась торговать с Африкой и Индией, но к началу XVIII века страна все ещё находилась в состоянии кризиса. Экономика была ослаблена не только неурожаем 1690-х годов, но и неумелым руководством Проекта «Дарьен», отсутствием спроса на привезенные товары, эпидемиями болезней и гражданскими войнами, а также намеренным саботажем со стороны Ост-Индской компании, международных финансовых рынков в Амстердаме и короля Вильгельма. Считается, что почти 25% государственного бюджета было потрачено на колонизацию Дарьена.

## Государственное устройство

### Кельтский период
Политическое устройство королевства отличалось значительной сложностью. В королевстве признавался единый монарх — король Шотландии, опиравшийся на вождей кланов и военно-административный аппарат. Большая часть должностей передавалась либо по наследству, либо по завещанию действующего должностного лица (обычай «танистри». Такой наследник назывался «танистом», в досл. пер. «второй после короля», от. гэльск. «tànaiste»).

### Феодализм
Во время правления Давида I влияние норманнов на Шотландию усилилось, что привело к принятию в Шотландии системы престолонаследия по праву первородства. В равнинной Шотландии господствовала феодальная система, в то время как горные районы Шотландии сохранили старый кельтский уклад жизни.
Изначально шотландцы должны были быть верны прежде всего вождю своего клана или лэрду, так что Верховному Королю приходилось поддерживать с ними хорошие отношения, иначе он рисковал спровоцировать вооруженный конфликт.

### Парламент Шотландии

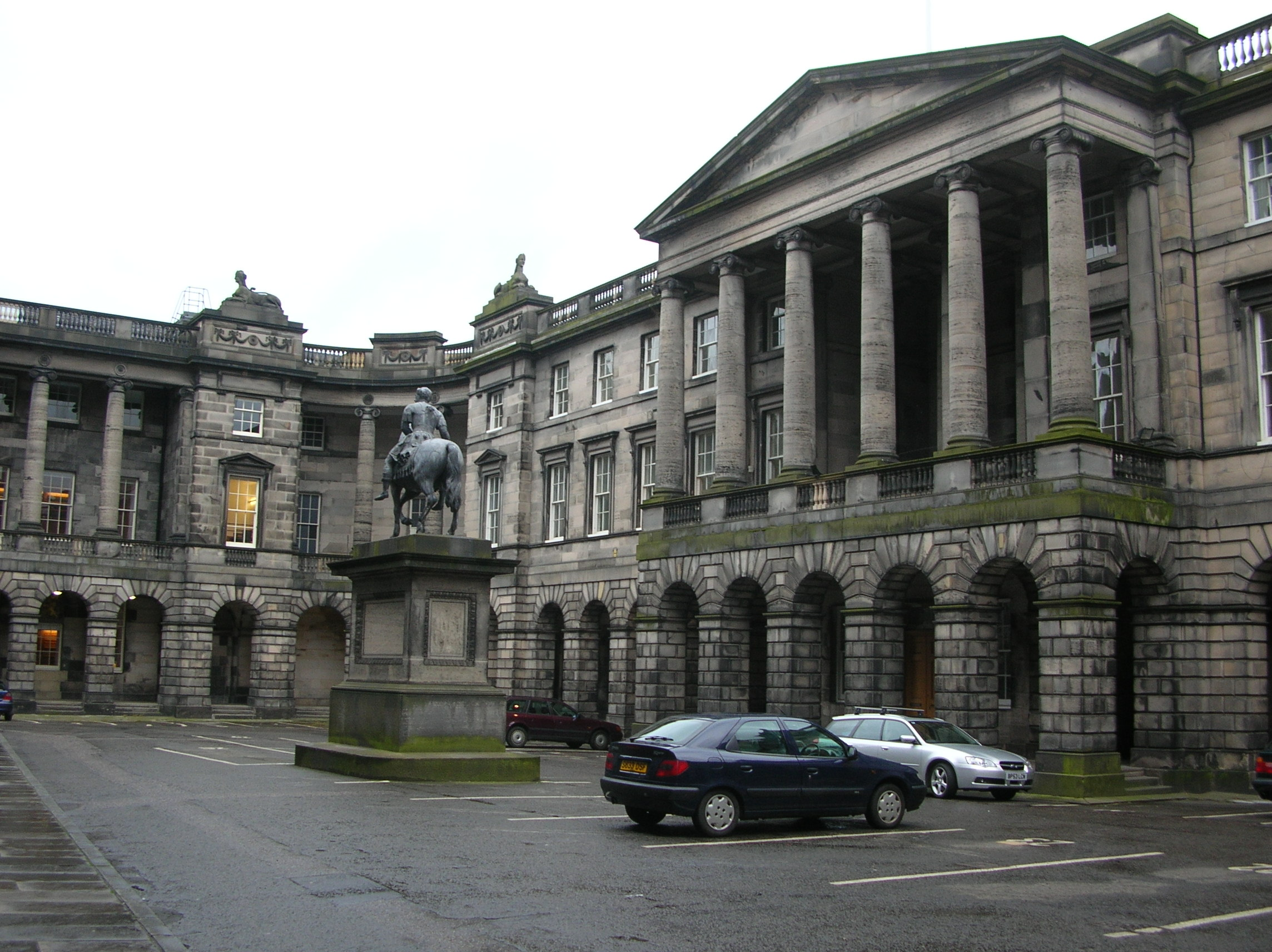
Старое здание Парламента у собора Св. Эгидия, Эдинбург

Первые записи о Шотландском парламенте (в виде Большого королевского совета) относятся к 1235 году.
Преобразованный в 1309 году в Собрание Генеральных Штатов Шотландии (шотл. Thrie Estaites) данный сословно-представительный орган формировался из трех сословий (духовенства, дворянства и бюргерства) на протяжении почти всей своей истории.
В 1639—1651 и 1689—1707 годах парламент был особенно влиятелен. Во времена правления ковенантеров он стал одним из самых могущественных в Европе. В 1651 году, когда войска Оливера Кромвеля оккупировали страну, а Шотландия была объединена с Англией в Содружество, шотландский парламент был упразднен, но был восстановлен в 1660 году после Реставрации Стюартов. Во время Славной революции Собранием Генеральных Штатов был принят Акт о Праве 1689 года (англ. Claim of Right Act 1689) что вернуло Парламенту былое влияние.
Последнее заседание шотландского парламента было проведено 25 мая 1707 года, после чего Шотландский парламент был распущен в связи с принятием Акта об Унии, а члены из дворянского сословия автоматически получили места в Палате лордов парламента Англии, переименованного в Парламент королевства Великобритании.

## Объединение с Англией

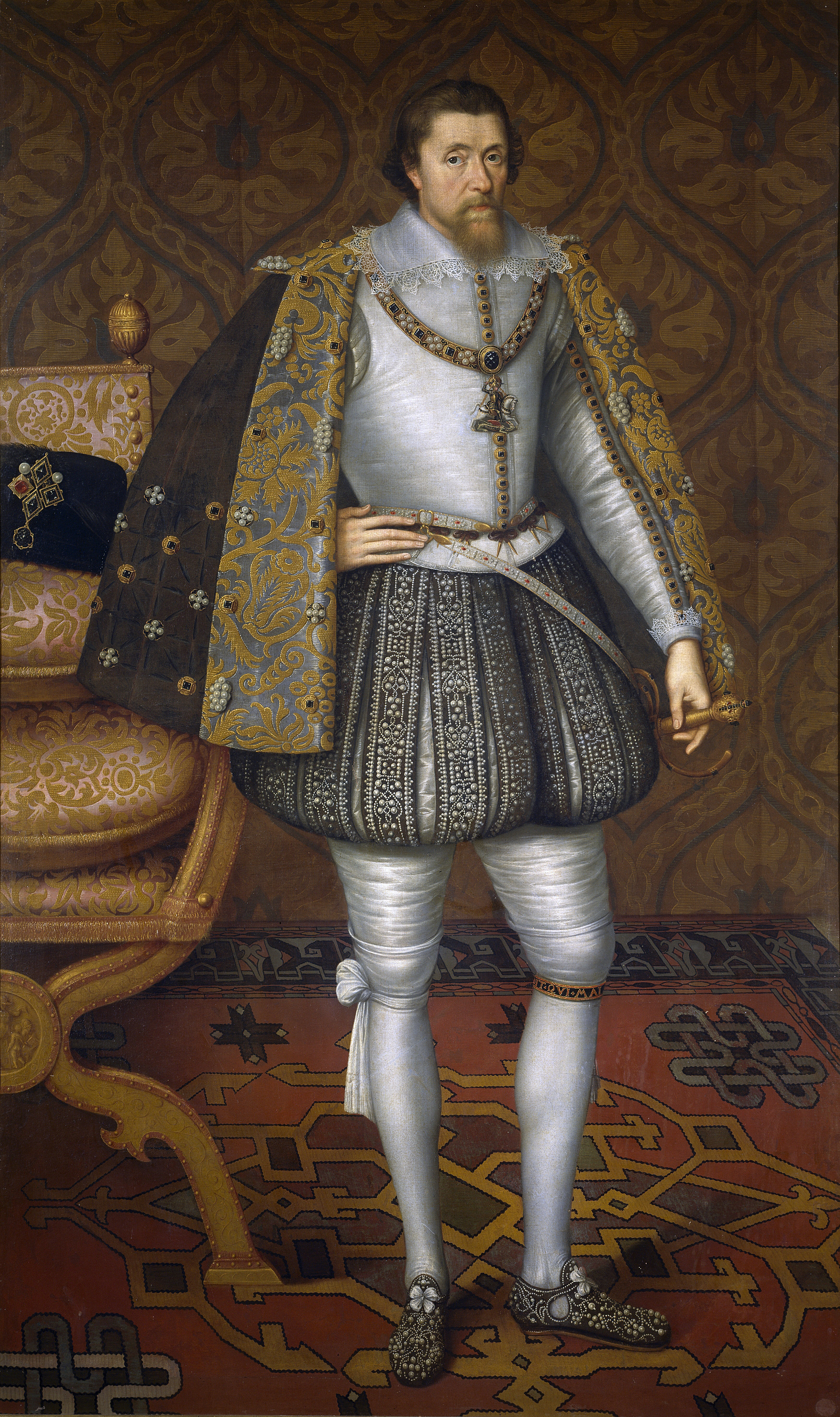
Яков VI

Шотландский монарх Яков VI (Яков I) вступил на английский трон в 1603 году после смерти Елизаветы I. Несмотря на монархическую унию, королевства Англия и Шотландия не стали единым государством, сохранив отдельные парламенты, армию и флот, экономику, правовые системыии администрацию.
Яков VI планировал объединить две страны (что ему не удалось осуществить), а также уничтожить кельтские традиции, сохранившиеся в Шотландском Высокогорье. Кланы горцев стали подчиняться королю, была ликвидирована автономия Оркнейских островов. Парламентами обеих стран были предприняты три попытки объединить Англию и Шотландию — в 1606, 1667 и 1689 году.
Главной целью британской политики в 1702—1707 годах было обеспечение престолонаследия по ганноверской линии. После смерти короля Вильгельма в 1702 году на трон взошла Анна. В 1703 году династический союз Англии и Шотландии оказался под угрозой — в условиях изменившегося порядка престолонаследия, шотландцы не собирались признавать нового монарха Англии, и шотландский парламент в ответ на Акт о престолонаследии 1701 года издал Акт о безопасности 1704 года, согласно которому после смерти Анны парламент имел право избрать другого монарха для Шотландии. Акт одобряли многие, учитывая, что однажды общий для Англии и Шотландии монарх Карл I уже был казнен англичанами без какого-либо участия шотландцев. Проведение самостоятельной внешней политики во времена крупных европейских войн — Войны за испанское наследство и Северной войны означало для Англии возможность восстановления якобитов на шотландском престоле, а также военного или торгового союза Шотландии с другими европейскими странами, такими как Франция или Республика Соединённых провинций, что могло повредить её интересам за рубежом. С другой стороны, провал колониального проекта «Дарьена» с последующей его блокадой с английской стороны — вверг шотландскую экономику в глубокий кризис, что вынуждало шотландскую аристократию искать поддержки извне. По поводу предлагаемого союза была создана комиссия представителей от Шотландии, а в Парламенте страны развернулись жаркие дебаты, иногда переходившие на улицах в беспорядки с протестующими. Их свидетелем стал тайный политический английский агент и ярый анти-якобит  — Даниель Дэфо, кратко описавший их в своих посланиях.
После подписания Договора об унии 22 июля 1706 года, и принятия соответствующими Парламентами Акта об Унии в 1706 и 1707 годах, 1 мая 1707 года, Королевства Англия и Шотландия сформировали единое королевство Великобритания. Согласно Союзному договору, Шотландия сохранила на своей территории шотландскую систему права и наследственные государственные и судебные должности. В Палате лордов Шотландию должны были представлять 16 пэров, а в палате общин — 45 депутатов, господствующее положение пресвитерианской церкви в Шотландии было закреплено законодательным образом, а также был создан таможенный и валютный союз

## Флаг
Покровитель Шотландии, Андрей Первозванный, был распят на косом кресте в греческом городе Патры. Андреевский крест впервые появляется на печати шотландской гвардии в 1286 году, а официально появление самого флага относится к 1542 году.
В 1601 году в представленном Якову IV проекте флаг Шотландии был объединён с флагом Англии во флаге королевства Великобритания.

Флаг Шотландии
Шотландский вариант флага Великобритании. Ограниченно использовался в 1606—1707 годах.
Английский вариант флага Великобритании. Использовался в 1707-1800 годах.
Королевский Штандарт Шотландии